# Hürm
Hürm là một thị xã thuộc huyện Melk trong bang Niederösterreich.